# Мендоса, Стивен
Джон Сти́вен Мендо́са Вале́нсия (исп. John Stiven Mendoza Valencia; род. 27 июня 1992 года, Пальмира, департамент Валье-дель-Каука) — колумбийский футболист, нападающий клуба «Сеара».

## Биография
Стивен Мендоса — воспитанник молодёжной академии «Депортиво Кали». Однако на профессиональном уровне он дебютировал за «Энвигадо» в 2010 году. 9 августа в матче 4 тура Финалисасьона его команда дома уступила 0:1 «Атлетико Уиле». Мендоса принадлежал «Энвигадо» до 2014 года, однако в последние три года постоянно выступал за другие команды на правах аренды — за «Америку Кали», «Кукуту Депортиво» и родной «Депортиво Кали». В октябре 2014 года Мендоса впервые отправился за рубеж, подписав контракт с индийским «Ченнайином».
В начале 2015 года колумбиец перешёл в бразильский «Коринтианс». Принял участие в 10 матчах чемпионата Бразилии 2015 года (и забил один гол), внеся свой вклад в очередной чемпионский титул «тимана». В 2015 году на правах аренды выступал за «Ченнайин», в 2016 — за «Нью-Йорк Сити», а в 2017 году играл за «Баию». В январе 2018 года права на Стивена Мендосу приобрёл французский «Амьен».
С февраля 2021 года Мендоса выступает за бразильскую «Сеару». Колумбиец стал одним из лидеров команды, и в 2022 году помог «дедушкам» выйти в четвертьфинал Южноамериканского кубка, забив в ходе турнира шесть голов.

## Титулы
Командные
- Победитель Cуперлиги Колумбии (1): 2016
- Чемпион Бразилии (1): 2015
- Чемпион Индийской суперлиги (1): 2015
- Финалист Кубка Нордесте (1): 2020/21

Личные
- Лучший бомбардир Индийской суперлиги (1): 2015 (13 голов)